# Charles Fort
Charles Hoy Fort (ur. 6 sierpnia 1874 w Albany, zm. 3 maja 1932 w Bronxie) – amerykański dziennikarz, pisarz i badacz zjawisk paranormalnych.

## Życiorys

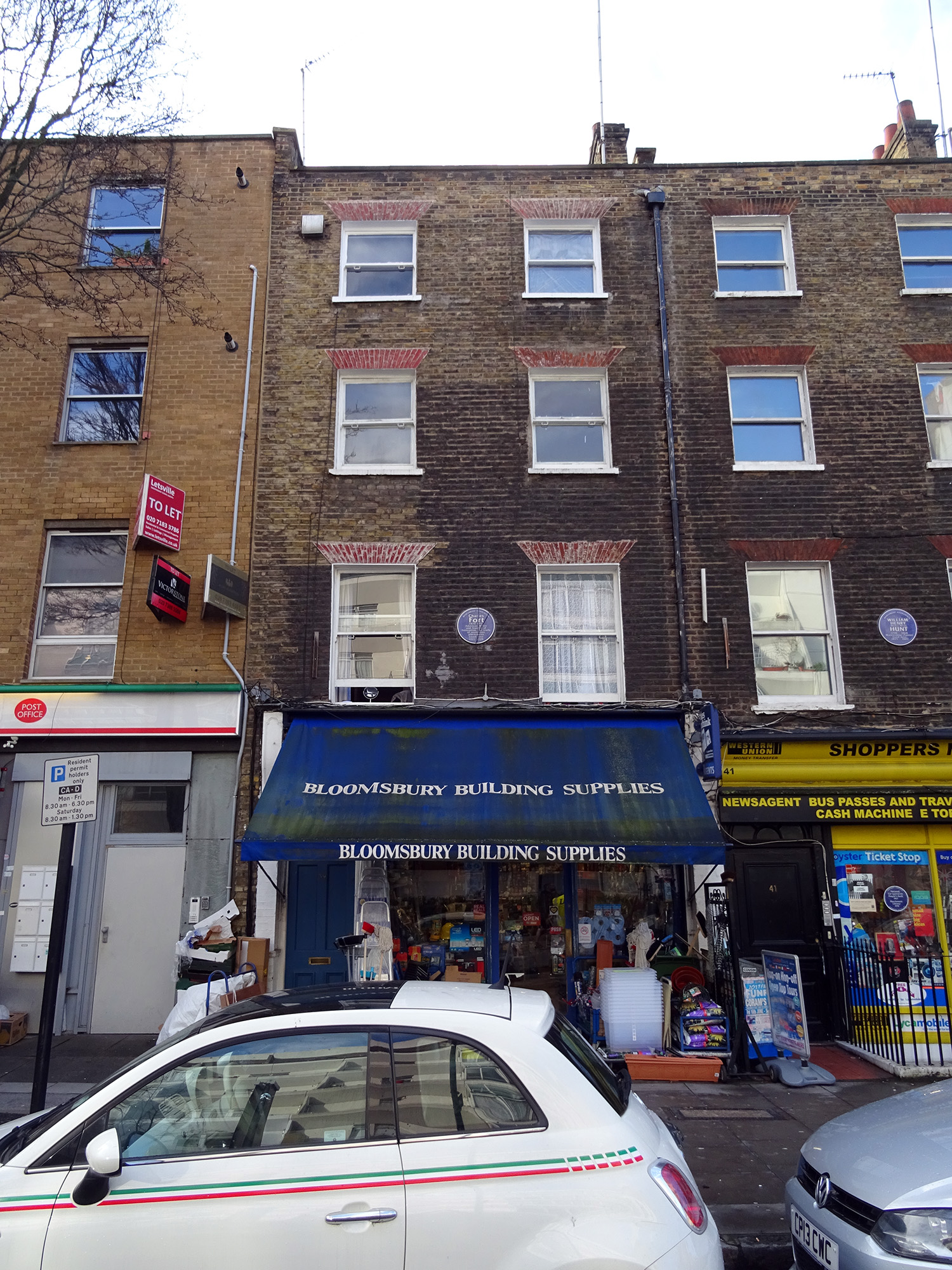
Dom w którym mieszkał Charles Fort, 39 Marchmont Street, Londyn

Charles Hoy Fort urodził się 6 sierpnia 1874 r. w Albany, nad rzeką Hudson, w stolicy stanu Nowy Jork. Pochodził z zamożnej rodziny holenderskich imigrantów, którzy byli właścicielami hurtowni spożywczej. Był najstarszym z trzech braci – pozostali to Clarence i najmłodszy Raymond. Matka zmarła w ciągu kilku lat po urodzeniu Clarence’a. Ojciec ożenił się ponownie, gdy Charles był nastolatkiem. W wieku 18 lat opuścił dom rodzinny z powodu narastających konfliktów, a także przemocy ze strony ojca.
Początkowo pracował jako reporter w Nowym Jorku, a w 1893 r. rozpoczął podróż przez południową część USA, Szkocję, Walię i Londyn, a następnie dotarł do Capetown w Południowej Afryce, gdzie zachorował na malarię. W 1896 r. wrócił do Nowego Jorku, gdzie 26 października 1896 r. poślubił Annę Filan lub Filing, angielską służącą pracującą w domu ojca.
Mieszkał z żoną w dzielnicach Bronx i Hell’s Kitchen w skrajnym ubóstwie. Podejmował się drobnych prac, próbował sprzedawać opowiadania do gazet i czasopism. W 1900 r. ukończył pisać autobiografię Many Parts. W 1905 r. poznał reportera Theodore Dreisera, który stał się jednym z jego nielicznych przyjaciół. Dzięki jego staraniom w 1919 r. wydana została książka Forta Księgę rzeczy wyklętych (The Book of the Damned) w której zamieścił najbardziej zadziwiające historie, o jakich czytał i słyszał.
Większość czasu spędzał w New York Public Library, gdzie studiował prace naukowe i sporządzał notatki. Z czasem jednak rozczarował się nauką, spalił ok. 25 000 notatek i zaczął przeszukiwać gazety i czasopisma w poszukiwaniu rzeczy niewyjaśnionych i tajemniczych. Na ich podstawie opracował teorię istnienia UFO, pisał artykuły o duchach i teleportacji. W 1914 r. napisał dwie książki X i Y. Pierwsza mówiła o istnieniu cywilizacji marsjańskiej i jej wpływie na życie mieszkańców Ziemi, w drugiej Fort miał przedstawić dowody na istnienie nieznanej cywilizacji na biegunie południowym. Żaden wydawca nie był zainteresowany opublikowaniem tych pozycji. Fort w konsekwencji spalił rękopisy obu książek.
W 1916 r. otrzymał spadek, który pozwolił mu skoncentrować się na pisaniu. W 1920 r. przebywał z żoną ok. sześciu miesięcy w Londynie, gdzie wyjechał ponownie w grudniu 1921 r., tym razem na 8 lat. Mieszkał z Anną przy 39A, Marchmont Street, w pobliżu British Museum Library, które odwiedzał często poszerzając horyzonty o nowe tematy. Zaczął uważać, że podróże kosmiczne są nieuniknione i wysyłał listy na ten temat do „New York Times”.
W 1929 r. wrócił na Bronx i nawiązał znajomość z Tiffanym Thayerem, z którym korespondował od 1924 r. Thayer, młody pisarz, często odwiedzał Forta prowadząc z nim długie dysputy. Dwa lata później ukazała się książka Lo! W 1932 r. ukazała się ostatnia książka Forda Dzikie Talenty (Wild Talents), w której poruszał temat okultyzmu, spirytyzmu, teleportacji, wampirów, jasnowidzenia i telekinezy.
Fort stopniowo tracił wzrok. 3 maja 1932 r. został przyjęty do Royal Hospital z powodu nieokreślonej słabości. Zmarł w ciągu kilku godzin, prawdopodobnie z powodu białaczki. Anna zmarła pięć lat później w 1937 r. Para nie miała dzieci.
Jest stryjecznym dziadkiem Pata Spaine, naukowca, kryptozoologa i prowadzącego program Tajemnicze Bestie, emitowanego dawniej w Polsce na kanale National Geographic Polska.

## Fortean Society

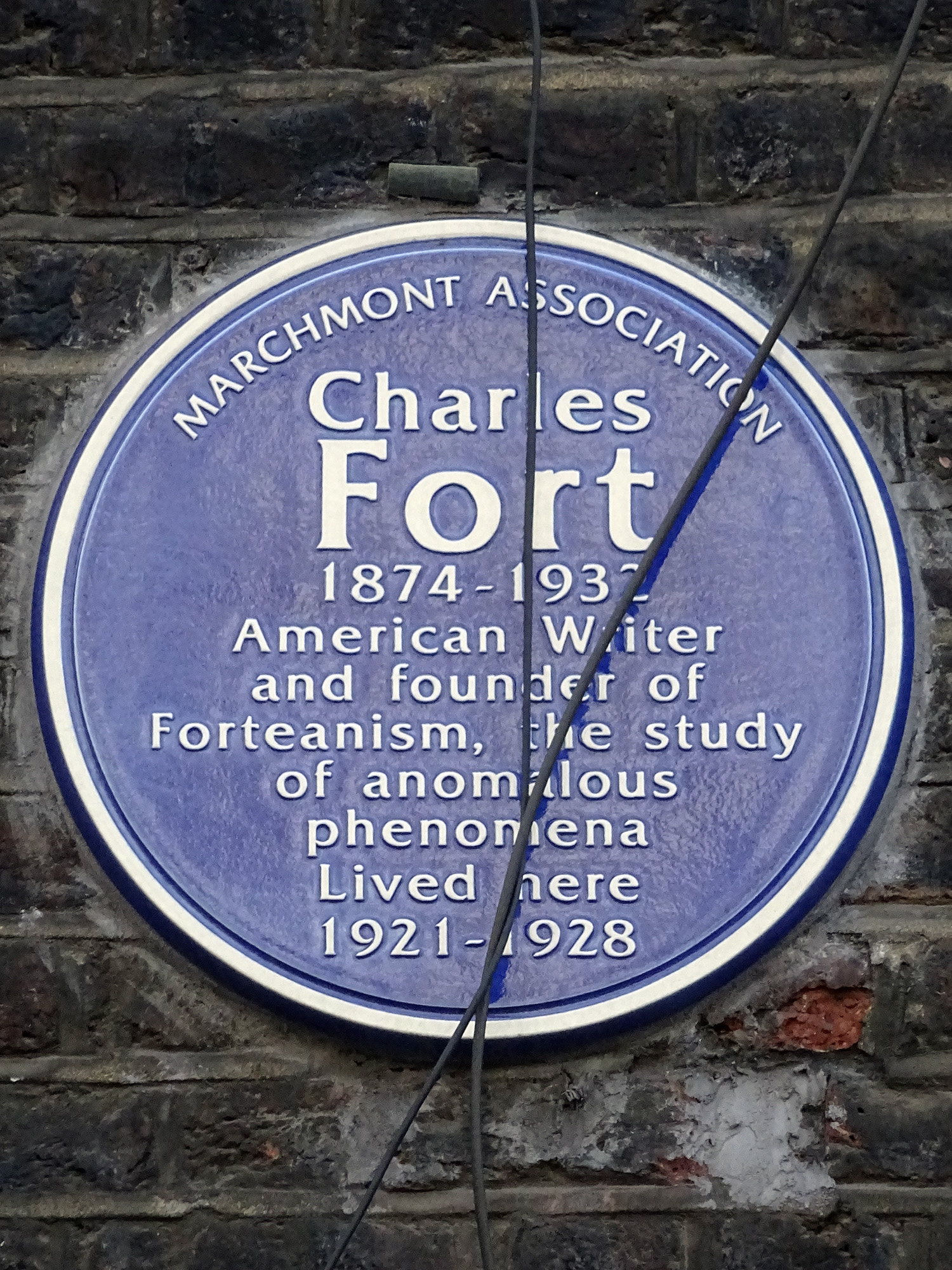
Tablica pamiątkowa, Londyn

Organizacja Fortean Society zapoczątkowała swoją działalność w Nowym Jorku 26 stycznia 1931 r.  Założycielem był Tiffany Thayer, wśród fundatorów byli też m.in. Theodore Dreiser, Aaron Sussman, Booth Tarkington, Ben Hecht, Burton Rascote, J. Donald Adams i Claude Kendall .
Celem było uhonorowanie Forta, kronikarza zjawisk niewyjaśnionych, promocja jego książek i zachowanych notatek i dokumentów oraz kontynuacja prac nad gromadzeniem „Fortean data”. Fortean Society była prekursorem organizacji badających niezidentyfikowane obiekty latające i inne dziwne zjawiska. Pierwszy numer „Fortean Society Magazine” ukazał się we wrześniu 1937 r. W jedenastym numerze (zima 1944–45) tytuł zmieniono na „Doubt”, podkreślając charakterystyczne dla Forta zainteresowanie zdrowym sceptycyzmem wobec dogmatów.

## Upamiętnienie
28 marca 2015 r. burmistrz Camden, Lazzaro Pietragnoli, odsłonił tablicę pamiątkową Charlesa Forta, założyciela „Forteanism”, badania nad anomalnymi zjawiskami, który mieszkał przy Marchmont Street 39 w latach dwudziestych XX wieku. Niebieska tablica umieszczona została przez Marchmont Association w ramach projektu mającego na celu zwiększenie świadomości na temat bogatej historii Marchmont Street.

## Wybrane dzieła
- Many Parts, 1901 niewydana autobiografia
- The Outcast Manufacturers, 1909
- The Book of the Damned, 1919
- New Lands, 1923
- Lo!, 1931
- Wild Talents, 1932

## Książki wydane w Polsce
- Księga rzeczy wyklętych. Kolekcja zdumiewających i niemożliwych do wyjaśnienia faktów, wyd. Pandora, Łódź 1993, 210 str., 12,5x19,5 cm, ISBN 83-85884-00-9.
- Dzikie talenty. Największy na świecie zbiór faktów opierających się wyjaśnieniu, przekład Zygmunt Kubasiak, wyd. Pandora 1994, 305 str., 12,5x19,5 cm, ISBN 978-83-85884-40-8.
- Nowe lądy, wyd. Pandora, Łódź 1993, przekład Zygmunt Kubasiak, 253 str., oprawa miękka lakierowana, format 19,5x12,5 cm, ISBN 83-85884-15-7.
- Na tropie tajemnicy, wyd. Pandora, Łódź 1997, 250 str.
- Fenomeny Fortyjskie. Katalog niewyjaśnionych tajemnic, wyd. Pandora, Łódź 1996, 310 str., 18x11,5 cm, ISBN 83-85884-08-4.